# جوزپه کارلو فراری
جوزپه کارلو فراری (انگلیسی: Giuseppe Carlo Ferrari; ۳۰ اکتبر ۱۹۱۰ – ۲۹ ژانویهٔ ۱۹۸۷) بازیکن فوتبال اهل ایتالیا بود.
از باشگاه‌هایی که در آن بازی کرده‌است می‌توان به باشگاه ورزشی لاتزیو، باشگاه فوتبال مودنا، باشگاه فوتبال پارما، باشگاه فوتبال کرمونزه، باشگاه فوتبال آتالانتا، و باشگاه فوتبال جنوآ اشاره کرد.